# Aderpas griseotinctus
Aderpas griseotinctus là một loài bọ cánh cứng trong họ Cerambycidae.